# Eine Nacht in Venedig

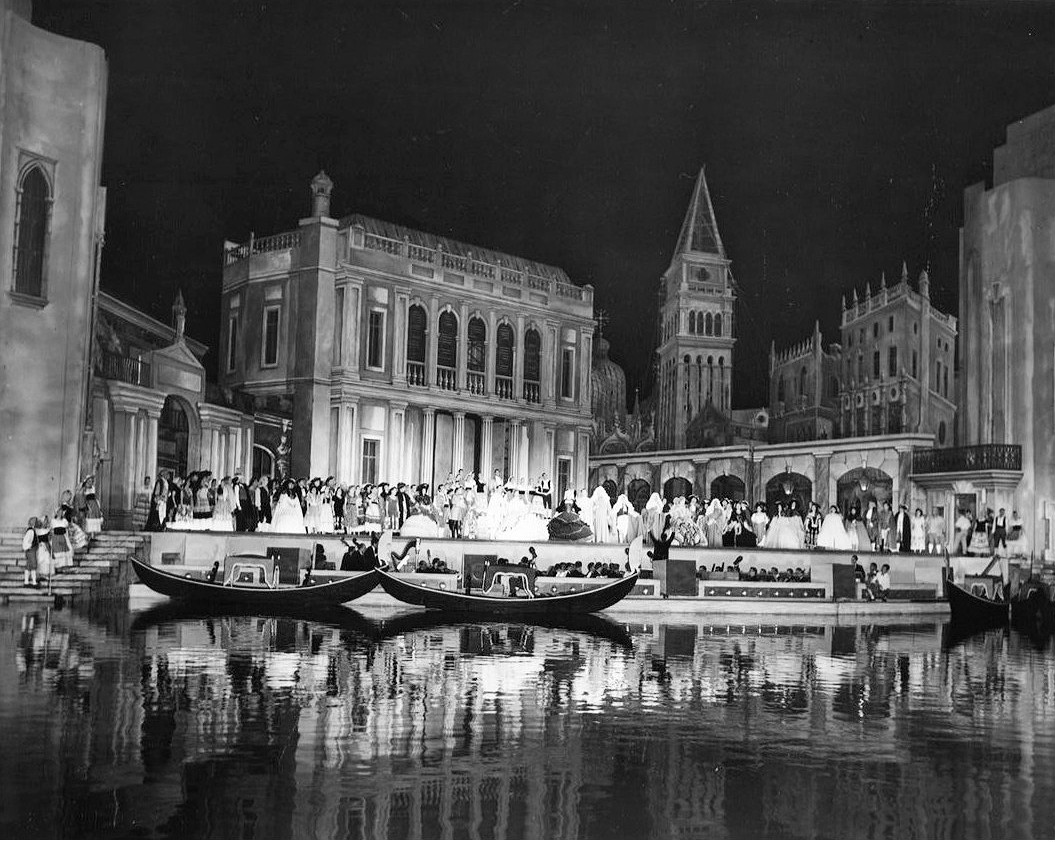
Photo du premier acte de l'adaptation par Mike Todd de "A Night in Venice", joué au Jones Beach Theater en 1953.

Eine Nacht in Venedig (en français, Une nuit à Venise) est une opérette viennoise  en trois actes de Johann Strauss fils composée en 1883. Elle fut présentée pour la première fois le 3 octobre 1883 au Neues Friedrich Wilhelmstadisches Theater. Le livret est de Zell et Richard Genée ; l'histoire est tirée d'une pièce de boulevard : Le Château trompette de Eugène Cormon et Richard Genée.

## Discographie
- EMI : Chœurs et orchestre philharmonique. Direction : Otto Ackerman 1955 avec Elisabeth Schwarzkopf, Nicolai Gedda, Emmy Loose, Erich Kunz, Karl Dönch, Peter Klein, Hanna Ludwig.